# Jüdischer Friedhof (Frenz)

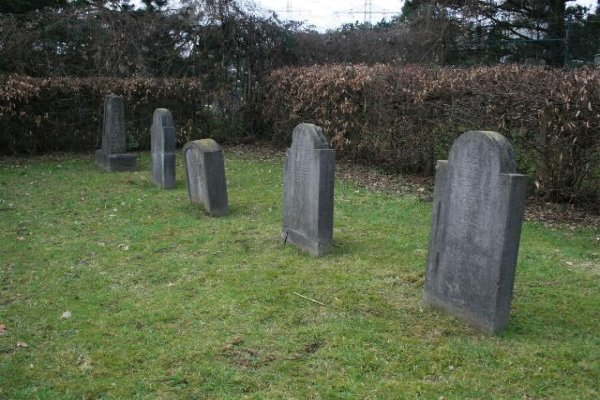
Gedenkstätte mit Grabsteinen

Der Jüdische Friedhof befand sich in der Feldgasse in Frenz, einem Ortsteil der Gemeinde Inden im Kreis Düren in Nordrhein-Westfalen.
Die heutige Gedenkstätte liegt direkt neben der Kläranlage des RWE. Sie ist nur noch 100 m² groß, denn der Friedhof wurde beim Bau der Reichsautobahn 1937/38 vernichtet. Damals war er etwa 70 m × 50 m groß. Heute sind hier nur noch fünf Grabsteine zu sehen. Es sollen früher 67 gewesen sein.